# Adebert (évêque d'Auvergne)
Adebert ou Adabert, en latin Adebertus ou Adabertus, est un religieux du haut Moyen Âge, évêque de Clermont au VIIIe siècle.

## Biographie
Adebert a été ordonné vers 762, il succédait probablement à Étienne Ier, évêque qui connut une période historique dramatique pendant laquelle la province et sa capitale furent détruites.
Au cours de l'épiscopat d'Adebert, Pépin le bref fit un séjour en Auvergne au cours duquel il rassembla à Volvic des évêques et un grand nombre de comtes ou gouverneurs de provinces. Lanfrède, abbé du monastère de Mauzac, demanda pour son abbaye le corps de saint Austremoine, qui lui fut accordé. La translation se fit en 764 avec la plus grande pompe. Adebert consacra l’église de Mauzac restaurée par Pépin et présida à la translation du corps de saint Austremoine, du monastère de Volvic à celui de Mauzac. Il fit faire une châsse pour les reliques des saints martyrs Agricole et Vital. 
Il fut enterré à Mauzac ; l’année de sa mort est incertaine.